# Paranapuã
Paranapuã là một đô thị ở bang São Paulo của Brasil. Đô thị này nằm ở vĩ độ 21º46'05" độ vĩ nam và kinh độ 50º46'18" độ vĩ tây, trên khu vực có độ cao 474 m. Dân số năm 2004 ước tính là 3.563 người. Đến năm 2022, dân số tại đây là 4031 người. 
Đô thị này có diện tích 128,32 km².

## Thông tin nhân khẩu
Dữ liệu dân số theo điều tra dân số năm 2000
Tổng dân số: 3.632
- Dân số thành thị: 3.029
- Dân số nông thôn: 603
- Nam giới: 1.849
- Nữ giới: 1.783

Mật độ dân số (người/km²): 28,40
Tỷ lệ tử vong trẻ sơ sinh dưới 1 tuổi (trên một triệu người): 10,39
Tuổi thọ bình quân (tuổi): 74,45
Tỷ lệ sinh (số trẻ trên mỗi bà mẹ): 2,10
Tỷ lệ biết đọc biết viết: 83,47%
Chỉ số phát triển con người (HDI-M): 0,775
- Chỉ số phát triển con người - Thu nhập: 0,687
- Chỉ số phát triển con người - Tuổi thọ: 0,824
- Chỉ số phát triển con người - Giáo dục: 0,814

(Nguồn: IPEADATA)